# 동카사이주

카사이오리앙탈 주의 위치

카사이오리앙탈 주(프랑스어: Province du Kasai-Oriental, 동카사이주)는 콩고 민주 공화국 남부에 위치한 주로 주도는 음부지마이이며 면적은 9,545km2, 인구는 5,475,398명(2005년 기준), 인구 밀도는 570명/km2이다.
2006년에 개정되어 2015년에 시행된 콩고 민주 공화국 헌법에 따라 카사이오리앙탈 주에서 분리되어 신설되었다. 북동쪽으로는 상쿠루 주, 동쪽과 남쪽으로는 로마미 주, 서쪽으로는 카사이상트랄 주와 접한다.